# Pentatló modern als Jocs Olímpics d'estiu de 1980
Als Jocs Olímpics d'Estiu de 1980 celebrats a la ciutat de Moscou (Unió Soviètica) es disputaren dues proves de pentatló modern, una d'individual i una d'equip, en categoria masculina. Les proves es realitzaren entre els dies 20 i 24 de juliol de 1980.
Aquest esport combina proves de tir (competició de tir de 10 metres de distància), esgrima (competició d'espasa), natació (200 metres lliures), hípica (concurs de salts d'obstacles) i camp a través.
Hi participaren un total de 43 atletes de 17 comitès nacionals diferents.

## Resum de medalles
| Prova                              | Or                                                              | Argent                                                      | Bronze                                                      |
| Pentatló modern individual Detalls | Anatoly Starostin                                               | Tamás Szombathelyi                                          | Pavel Lednev                                                |
| Pentatló modern per equips Detalls | Unió SovièticaAnatoly Starostin · Pavel Lednev · Evegeny Lipeev | HongriaTamás Szombathelyi · Tibor Maracskó · László Horváth | SuèciaSvante Rasmuson · Lennart Pettersson · George Horvath |

## Medaller
| Posició | País           | Or | Argent | Bronze | Total |
| 1       | Unió Soviètica | 2  | 0      | 1      | 3     |
| 2       | Hongria        | 0  | 2      | 0      | 2     |
| 3       | Suècia         | 0  | 0      | 1      | 1     |